# Beyrouth ma ville
Beyrouth ma ville és un documental libanès dirigit per Jocelyne Saab el 1982, al Líban, durant el setge de Beirut Occidental per part de l'Exèrcit israelià.

## Sinopsi
El 1982, la casa familiar de Jocelyne Saab, de 150 anys, fou cremada. En tàndem amb el dramaturg libanès Roger Assaf, decideix viatjar per la seva ciutat assetjada pels israelians i informar sobre la situació a Beirut, la marxa dels palestins i la incomprensió dels civils que pateixen la guerra.

## Sobre la pel·lícula
Jocelyne Saab considerava Beyrouth ma ville com “la més important de les [seves] pel·lícules”. Aquest és l'últim documental d'una trilogia dedicada a aquesta ciutat durant la guerra del Líban, després de Beyrouth, jamais plus sortit el 1976) i Lettres de Beyrouth sortit el 1979 Va decidir quedar-se a Beirut durant el setge, quan la majoria intentava abandonar el país. Jocelyne Saab va posar al capdavant del seu compromís un “interès pels que segueixen vius, pels que lluiten”.

### Cita de Jocelyne
| « | Ens vam arriscar la vida cada dia durant el setge de Beirut, ja que la ciutat era bombardejada constantment. Era estrany, però aquest risc de mort des del cel era gairebé una cosa abstracta per a nosaltres. De fet, llavors ho vam veure com un perill que cal afrontar. Els infants famèlics (i discapacitats) que vaig filmar eren com imatges de la mort que s'acostava a nosaltres, jo. Al mateix temps, capturar aquesta imatge era com matar o domesticar la mort per a mi. Fer-ne una imatge de testimoni, salvar-me de la meva pròpia mort. A més, sabia que amb la meva feina com a reporter de guerra em podien matar. Tanmateix, quan estava filmant i tenia l'ull amagat per la càmera, sempre vaig pensar que era invencible. | » |